# Anunciadas de Heverlee
La Congregación de Hermanas Anunciadas de Heverlee (oficialmente en francés: Congregation sœurs annonciades d'Heverlee; cooficialmente en neerlandés: Zusters Annunciaten van Heverlee) es una congregación religiosa católica femenina de vida apostólica y de derecho pontificio. Fue fundada por el canónigo belga Xavier Temmerman en 1894, en Oud-Heverlee. A las religiosas de este instituto se les conoce comúnmente como anunciadas de Heverlee.

## Historia

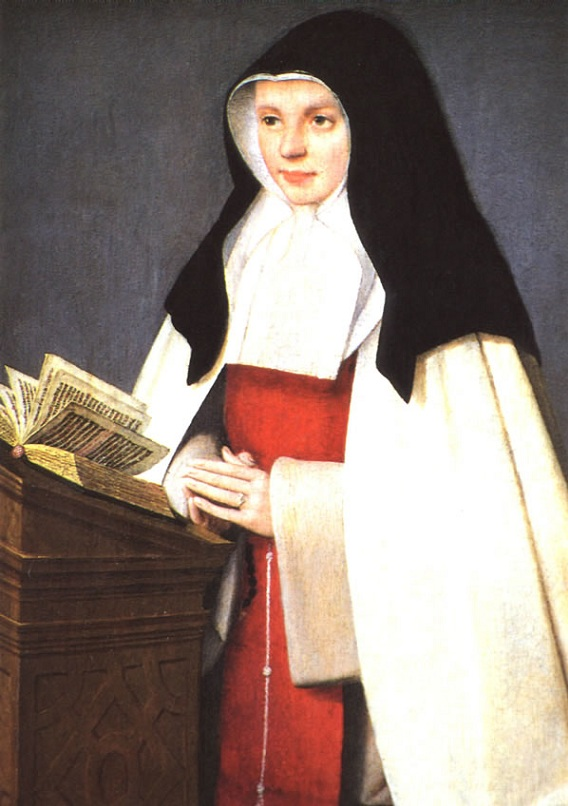
Juana de Valois (1464-1505), considerada la madre espiritual de la Familia Anunciada.

El canónigo de Heverlée (Bélgica), Lovanio Xavier Temmerman, junto a un grupo de postulantes provenientes de la Congregación de las Anunciadas de Huldenberg, dio inicio a un nuevo instituto religioso al que llamó Hermanas Anunciadas de Heverlee, en 1894. Para la vida comunitaria las religiosas tomaron las Constituciones de las Orden de la Santísima Anunciación, la Regla de san Agustín y el estilo de vida apostólico de las homónimas de Huldenberg. Al inicio, el instituto se mantenía unido, aunque autónomo, al de la casa general de Huldenberg, pero en 1907, el cardenal Desiré-Joseph Mercier, arzobispo de Malines, lo independizó, dándole la aprobación como congregación religiosa de derecho diocesano.
La primera superiora general del instituto fue Alfonsina Hofs, cuyo gobierno duró de 1907 a 1942. Durante ese periodo el instituto conoció un gran desarrollo, que llevó a otras fundaciones en Bélgica y a la apertura de las misiones africanas.

## Organización
La Congregación de las Hermanas Anunciadas de Heverlee es un instituto religioso de derecho pontificio centralizado, cuyo gobierno recae en la superiora general, a la que los miembros del instituto llaman Madre general. A ella, le coadyuva su consejo, elegido para un periodo de seis años. La sede central se encuentra en Heverlee (Lovaina).
Las anunciadas se dedican principalmente a la educación e instrucción cristiana de la juventud, viven según la Regla de san Agustín, y, como miembros de la Familia Anunciada, tienen por madre espiritual a santa Juana de Valois. En 2015, eran unas 214, repartidas en 31 comunidades, presentes en Bélgica, Burundi, Camerún, Francia y República Democrática del Congo.